# ناتاشا غريلو
ناتاشا غريلو (بالإيطالية: Natasha Grillo)‏ هي دراجة إيطالية، ولدت في 17 نوفمبر 1995.

## وصلات خارجية
- ناتاشا غريلو على موقع الاتحاد الدولي للدراجات (الإنجليزية)
- ناتاشا غريلو على موقع أرشيف الدراجات (الإنجليزية)
- ناتاشا غريلو على موقع إحصائيات الدراجات الإحترافية (الإنجليزية)